# アルベルト・ティマー
アルベルト・ティマー（Albert Timmer、1985年6月9日 - ）は、オランダ出身の自転車競技（ロードレース）選手。